# Мейер, Деон
Деон Годфри Мейер (англ. Deon Godfrey Meyer; род. 4 июля 1958, Парл, Капская провинция) — южноафриканский писатель и журналист, автор, работающий в детективном жанре. Его книги переведены на более чем 20 языков мира.

## Биография
Деон Мейер родился 4 июля 1958 года в городе Парл в Западно-Капской провинции. Детство будущего детективщика прошло в золотоносном районе ЮАР в городе Клерксдорп. Книги начал писать в возрасте 14 лет. Окончил университет (Potchefstroom Campus), имеет степень бакалавра по английскому языку и истории. Позже он получил диплом с отличием в Университете Свободного государства. В 1980-е годы работал журналистом, специалистом по связям с общественностью и рекламщиком. В 1991 году он был назначен менеджером внутренних коммуникаций и креативныv директором рекламе отдела в Sanlam. После работы там он начал собственный бизнес, специализирующийся на создании и управлении виртуальных сообществ в интернете. Некоторое время Мейер был менеджером по специальным проектам на заводе по производству мотоциклов BMW. Став профессиональным писателем, Деон полностью посвятил себя творчеству.
В 2012 году было объявлено о подготовке к созданию первой экранизации произведений Деона Мейера («Пик дьявола»). Планируется, что главную роль в данном кинопроекте исполнит популярный голливудский актёр Шон Бин.

## Переводы на русский
По состоянию на 2016 год  на русском издано 7 произведений автора.
- Телохранитель (афр. Onsigbaar)
- Пик дьявола (афр. Infanta)
- Смерть на рассвете (афр. Orion)
- Тринадцать часов (афр. 13 uur)
- Остаться в живых (афр. Proteus)
- Кровавый след (афр. Spoor)
- Смерть раньше смерти (афр. Feniks)

Все переводы выполнены с английского перевода произведений, а не с оригиналов, созданных на африкаанс.

## Награды[4]
- 2003: Grand prix de littérature policière («Смерть на рассвете»)
- 2004: Prix Mystère de la critique
- 2006: Deutscher Krimi Preis — International («Остаться в живых»)
- 2009: Deutscher Krimi Preis — International (третье место) («Телохранитель»)
- 2010: Swedish Academy of Crime Writers — International («Пик дьявола»)
- 2011: Премия Barry  за лучший триллер[5]  («Тринадцать часов»)
- 2012: M-Net Literary Award[англ.] («Семь  дней»)